# Championnat d'Écosse de football 1929-1930
Navigation
Édition précédente Édition suivante
La 40e édition du championnat d'Écosse de football est remportée par les Rangers FC. C’est le dix-huitième titre de champion du club de Glasgow, le quatrième consécutif. Les Rangers dépassent ainsi leur grand rival, le Celtic FC, au nombre de victoires en championnat. Les Rangers  gagnent avec cinq points d’avance sur le Motherwell FC. Aberdeen FC complète le podium.
Les Rangers réalisent aussi leur deuxième doublé Coupe/Championnat en trois ans en remportant la finale de la Coupe d'Écosse de football.
Le système de promotion/relégation reste en place: descente et montée automatique, sans matchs de barrage pour les deux derniers de première division et les deux premiers de deuxième division. Third Lanark AC et Raith Rovers descendent en deuxième division. Ils sont remplacés pour la saison 1929/30 par Dundee United et Greenock Morton.
Avec 38 buts marqués en 38 matchs,  Benny Yorston d’Aberdeen FC remporte pour la première fois le titre de meilleur buteur du championnat.

## Les clubs de l'édition 1929-1930
| Club                              | Ville       |
| --------------------------------- | ----------- |
| Aberdeen Football Club            | Aberdeen    |
| Airdrieonians Football Club       | Airdrie     |
| Ayr United Football Club          | Ayr         |
| Celtic Football Club              | Glasgow     |
| Clyde Football Club               | Glasgow     |
| Cowdenbeath Football Club         | Cowdenbeath |
| Dundee Football Club              | Dundee      |
| Dundee United Football Club       | Dundee      |
| Falkirk Football Club             | Falkirk     |
| Hamilton Academical Football Club | Hamilton    |
| Heart of Midlothian Football Club | Édimbourg   |
| Hibernian Football Club           | Leith       |
| Kilmarnock Football Club          | Kilmarnock  |
| Greenock Morton Football Club     | Greenock    |
| Motherwell Football Club          | Motherwell  |
| Partick Thistle Football Club     | Glasgow     |
| Queen's Park Football Club        | Glasgow     |
| Rangers Football Club             | Glasgow     |
| Saint Johnstone Football Club     | Perth       |
| Saint Mirren Football Club        | Paisley     |

## Compétition

### Classement
Le classement est établi sur le barème de points classique (victoire à 2 points, match nul à 1, défaite à 0).
| Rang | Équipe              | Pts | J  | G  | N  | P  | Bp  | Bc  | Diff |
| ---- | ------------------- | --- | -- | -- | -- | -- | --- | --- | ---- |
| 1    | Rangers FC T C      | 60  | 38 | 28 | 4  | 6  | 94  | 32  | +62  |
| 2    | Motherwell FC       | 55  | 38 | 25 | 5  | 8  | 104 | 48  | +56  |
| 3    | Aberdeen FC         | 53  | 38 | 23 | 7  | 8  | 85  | 61  | +24  |
| 4    | Celtic FC           | 49  | 38 | 22 | 5  | 11 | 88  | 46  | +42  |
| 5    | Saint Mirren        | 41  | 38 | 18 | 5  | 15 | 73  | 56  | +17  |
| 6    | Partick Thistle FC  | 41  | 38 | 16 | 9  | 13 | 72  | 61  | +11  |
| 7    | Falkirk FC          | 41  | 38 | 16 | 9  | 13 | 62  | 64  | -2   |
| 8    | Kilmarnock FC       | 39  | 38 | 15 | 9  | 14 | 77  | 73  | +4   |
| 9    | Ayr United          | 38  | 38 | 16 | 6  | 16 | 70  | 92  | -22  |
| 10   | Heart of Midlothian | 37  | 38 | 14 | 9  | 15 | 69  | 69  | 0    |
| 11   | Clyde FC            | 37  | 38 | 13 | 11 | 14 | 64  | 69  | -5   |
| 12   | Airdrieonians       | 36  | 38 | 16 | 4  | 18 | 60  | 66  | -6   |
| 13   | Hamilton Academical | 35  | 38 | 14 | 7  | 17 | 76  | 81  | -5   |
| 14   | Dundee FC           | 34  | 38 | 14 | 6  | 18 | 51  | 58  | -7   |
| 15   | Queen's Park FC     | 34  | 38 | 15 | 4  | 19 | 67  | 80  | -13  |
| 16   | Cowdenbeath FC      | 33  | 38 | 13 | 7  | 18 | 64  | 74  | -10  |
| 17   | Hibernian FC        | 29  | 38 | 9  | 11 | 18 | 45  | 62  | -17  |
| 18   | Greenock Morton P   | 27  | 38 | 10 | 7  | 21 | 67  | 95  | -28  |
| 19   | Dundee United P     | 22  | 38 | 7  | 8  | 23 | 56  | 109 | -53  |
| 20   | Saint Johnstone     | 19  | 38 | 6  | 7  | 25 | 48  | 96  | -48  |

| Légende : Qualifications et relégations | Légende : Qualifications et relégations                           |
| --------------------------------------- | ----------------------------------------------------------------- |
|                                         | Champion d'Écosse                                                 |
|                                         | Relégation en deuxième division                                   |
|                                         | T : Tenant du titre C : Vainqueur de la Coupe d'Écosse P : Promus |

## Bilan de la saison
| Tableau d'Honneur                |            |
| Compétition                      | Vainqueur  |
| Championnat d'Écosse de football | Rangers FC |
| Coupe d'Écosse de football       | Rangers FC |

| Promotions et relégations |                               |
| Promus                    | Leith Athletic East Fife      |
| Relégués                  | Dundee United Saint Johnstone |

## Statistiques

### Meilleur buteur
1. Benny Yorston, Aberdeen FC, 38 buts